# العلاقات البحرينية النيجيرية
العلاقات البحرينية النيجيرية هي العلاقات الثنائية التي تجمع بين البحرين ونيجيريا.

## مقارنة بين البلدين
هذه مقارنة عامة ومرجعية للدولتين:
| وجه المقارنة                                              | البحرين       | نيجيريا                     |
| --------------------------------------------------------- | ------------- | --------------------------- |
| المساحة (كم2)                                             | 765           | 923.77 ألف                  |
| عدد السكان (نسمة)                                         | 1.49 مليون    | 190.89 مليون                |
| الكثافة السكانية (ن./كم²)                                 | 194.77 ألف    | 206.64                      |
| العاصمة                                                   | المنامة       | أبوجا، لاغوس                |
| اللغة الرسمية                                             | اللغة العربية | لغة إنجليزية، اللغة اليوربا |
| العملة                                                    | دينار بحريني  | نيرة نيجيرية                |
| الناتج المحلي الإجمالي (بليون دولار)                      | 35.31 مليار   | 375.77 مليار                |
| الناتج المحلي الإجمالي (تعادل القوة الشرائية) بليون دولار | 64.16 مليار   | 1.09 تريليون                |
| الناتج المحلي الإجمالي الاسمي للفرد دولار أمريكي          | 22.60 ألف     | 2.64 ألف                    |
| الناتج المحلي الإجمالي للفرد دولار أمريكي                 | 45.50 ألف     | 5.91 ألف                    |
| مؤشر التنمية البشرية                                      | 0.824         | 0.514                       |
| رمز المكالمات الدولي                                      | +973          | +234                        |
| رمز الإنترنت                                              | .bh           | .ng                         |
| المنطقة الزمنية                                           | ت ع م+03:00   | ت ع م+01:00                 |

## منظمات دولية مشتركة
يشترك البلدان في عضوية مجموعة من المنظمات الدولية، منها:
| علم المنظمة | اسم المنظمة                               | تاريخ انضمام البحرين | تاريخ انضمام نيجيريا |
| ----------- | ----------------------------------------- | -------------------- | -------------------- |
|             | الأمم المتحدة                             | 21 سبتمبر 1971       | 7 أكتوبر 1960        |
|             | منظمة التجارة العالمية                    | ?                    | ?                    |
|             | منظمة التعاون الإسلامي                    | ?                    | ?                    |
|             | منظمة الشرطة الجنائية الدولية             | ?                    | ?                    |
|             | المركز الدولي لتسوية المنازعات الاستشارية | 15 مارس 1996         | 14 أكتوبر 1966       |
|             | الاتحاد الدولي للاتصالات                  | 1975                 | 11 أبريل 1961        |
|             | الفريق المعني برصد الأرض                  | ?                    | ?                    |
|             | البنك الدولي للإنشاء والتعمير             | 15 سبتمبر 1972       | 30 مارس 1961         |
|             | المنظمة الهيدروغرافية الدولية             | ?                    | ?                    |
|             | الاتحاد البريدي العالمي                   | ?                    | ?                    |
|             | منظمة حظر الأسلحة الكيميائية              | ?                    | ?                    |
|             | مؤسسة التمويل الدولية                     | 22 سبتمبر 1995       | 30 مارس 1961         |
|             | وكالة ضمان الاستثمار متعدد الأطراف        | 12 أبريل 1988        | 12 أبريل 1988        |
|             | يونسكو                                    | 18 يناير 1972        | 14 نوفمبر 1960       |

## أعلام
هذه قائمة لبعض الشخصيات التي تربطها علاقات بالبلدين:
- إديديونغ أوديونغ (منافِسة أوليمبية بحرينية، 13 مارس 1997 – )

## وصلات خارجية
- موقع وزارة الخارجية البحرينية
- موقع وزارة الخارجية النيجيرية